# Edosa rhodesica
Edosa rhodesica är en fjärilsart som beskrevs av László Anthony Gozmány. Edosa rhodesica ingår i släktet Edosa och familjen äkta malar. Inga underarter finns listade i Catalogue of Life.